# Андрейково (Печорский район)
Андрейково — деревня в Печорском районе Псковской области России. Входит в состав сельского поселения «Паниковская волость».
Расположена на востоке волости, в 10 км (или в 18 км по дорогам) к юго-востоку от центра города Печоры и в 10 км к северо-востоку от волостного центра, деревни Паниковичи.

## Население
Численность населения деревни составляет 12 жителей (2000 год).
| 2001 | 2002 | 2010 |
| ---- | ---- | ---- |
| 12   | ↘8   | ↘5   |

## Топографические карты
- O-35-080-c Масштаб: в 1 км 500 м Госгисцентр